# Stołpiszcze
Stołpiszcze (biał. Стаўпішчы; ros. Столпищи) – wieś na Białorusi, w obwodzie mińskim, w rejonie nieświeskim, w sielsowiecie Horodziej.

## Historia
W XIX i w początkach XX w. wieś i folwark położone w Rosji, w guberni mińskiej, w powiecie nowogródzkim, w gminie Horodziej.
W dwudziestoleciu międzywojennym leżały w Polsce, w województwie nowogródzkim, w powiecie nieświeskim, w gminie Horodziej. W 1921 miejscowość liczyła 219 mieszkańców, zamieszkałych w 48 budynkach, w tym 159 Białorusinów i 60 Polaków. 189 mieszkańców było wyznania prawosławnego i 30 rzymskokatolickiego.
Po II wojnie światowej w granicach Związku Sowieckiego. Od 1991 w niepodległej Białorusi.